# Domingo Zarrasqueta
Domingo Zarrasqueta (f. 26 de julio de 1814) fue un comerciante a finales de la época de la colonia venezolana, uno de los mantuanos más ricos y respetados de San Sebastián de los Reyes. Su hija, Magdalena Zarrasqueta, tuvo un breve romance con el caudillo José Tomás Boves, fuertemente rechazado por Don Domingo por ser Boves ex-presidiario y pulpero. Boves no olvidó las humillaciones asociadas al incidente, dos años después durante el apogeo del caudillo, Zarrasqueta fue hecho prisionero cuando trataba de evadirse por los montes de San Sebastián. Evidencia del deseo de venganza que caracterizó a Boves, éste ordenó ahorcar a Zarrasqueta de una Ceiba en las afueras de Caracas. 